# Limor Liwnat
Limor Liwnat (hebr. לימור לבנת, ur. 22 września 1950 w Hajfie) – izraelska polityk, posłanka do Knesetu z ramienia partii Likud, minister w kilku rządach.

## Życiorys
Urodzona w Hajfie, po liceum służyła w wojsku, a następnie studiowała literaturę hebrajską na Uniwersytecie Telawiwskim, gdzie działała w organizacjach studenckich.

### Kariera polityczna
Liwnat swoją karierę polityczną związała z prawicowym Likudem, od 1977 była przewodniczącą młodzieżówki partii, a po raz pierwszy dostała się do Knesetu w 1992, zastępując Chajjiima Korfu, który zrezygnował z mandatu poselskiego. W tym samym roku zdobyła mandat poselski w wyborach do 13. Knesetu.
Podczas swojej pracy parlamentarnej była m.in. przewodniczącą komisji ds. statusu kobiet oraz komisji ds. dochodzeń w sprawach morderstw dokonanych na kobietach przez ich małżonków.
W kolejnych wyborach w 1996 po raz trzeci dostała się do parlamentu, a po wyborze Binjamina Netanjahu na premiera, Liwnat została ministrem komunikacji, kultury i sportu. Podczas sprawowania tej funkcji, m.in. zajęła się prywatyzacją Bezeq, monopolistycznego izraelskiego systemu telefonii przewodowej.
Spięcia pomiędzy Liwnat a Netanjahu doprowadziły do jej rezygnacji z teki ministerialnej w 1997 oraz próby zajęcia jego miejsca w łonie partii. Byli wówczas postrzegani jako najwięksi rywale wewnątrz partii, a Liwnat jako potencjalna następczyni Netanjahu na pozycji lidera Likudu.
Liwnat dostała się do 15. i 16. Knesetu w wyborach w 1999 oraz 2003 roku.
Po rezygnacji Netanjahu z członkostwa w Likudzie po jego przegranej w wyborach na premiera w 1999, Liwnat poparła Ariela Szarona ubiegającego się o stanowisko przewodniczącego partii. Po zwycięstwie Szarona nad Ehudem Barakiem w wyborach na premiera  w 2001, Liwnat została ministrem edukacji w obydwu gabinetach, jakie utworzył.
W odróżnieniu od wielu, Liwnat nie wstąpiła do nowej partii Szarona, Kadimy i pozostała w Likudzie, opuszczając rząd. W wyborach 2006 po raz szósty zdobywa mandat poselski jako jedna dwunastu posłów osłabionego Likudu.
Po wyborach w 2009 roku, w wyniku których lider Likudu Binjamin Netanjahu utworzył koalicję rządową, Liwnat weszła 31 marca 2009 w skład gabinetu jako minister kultury i sportu.
W 2011 roku zbojkotowała polski pawilon na 54. Międzynarodowym Biennale Sztuki w Wenecji, ponieważ jedną z kompozycji był projekt izraelskiej artystki Ja’el Bartany, zawierający m.in. wezwanie do masowego powrotu Żydów do Polski.
Ostatni raz dostała się do Knesetu w 2013 roku, a w kolejnym rządzie Netanjahu ponownie objęła tekę ministra kultury i sportu.
W sierpniu 2014 oświadczyła, że nie będzie kandydować w kolejnych wyborach parlamentarnych i wycofa się z polityki. W listopadzie tego roku sprzeciwiła się – podobnie jak liderzy koalicyjnych ugrupowań Ja’ir Lapid (Jest Przyszłość i Cippi Liwni (Ruch – kontrowersyjnej ustawie forsowanej przez Netanjahu określającej Izrael jako państwo żydowskie
Była p.o. prezesa Światowego Związku Likud.

## Poglądy
Pomimo świeckiej tożsamości, Liwnat postrzegana jest jako prawicowa konserwatystka. Jest zadeklarowaną zwolenniczką rewizjonistycznego syjonizmu, przeciwniczką porozumień z Oslo, jak również przekazywaniem Palestyńczykom kontroli nad poszczególnymi terytoriami. Sprzeciwiała się także mapie drogowej prezydenta George’a W. Busha. Bardzo często też bierze udział w uroczystościach ku czci takich organizacji niepodległościowych, przez niektórych postrzeganych jako terrorystyczne, jak Irgun czy Lechi. Jednakże Liwnat nie sprzeciwiała się planowi wycofania ze Strefy Gazy autorstwa Szarona.
Nacisk kładziony przez Liwnat na narodowe symbole i wartości są postrzegane przez niektórych Izraelczyków jako archaiczne. Z tego powodu Eli Jacpan, jeden z najbardziej znanych komików izraelskich, sparodiował Liwnat, jako domagającej się odśpiewywania narodowego hymnu w szkołach przed rozpoczęciem każdego dnia.

## Życie prywatne
Mieszka w Tel Awiwie, jest mężatką i ma dwójkę dzieci.